# یخچال نه پله
یخچال نه پله مربوط به دوره قاجار است و در اورمیه، خیابان همافر، محله قدیمی نه پله واقع شده و این اثر در تاریخ ۲۳ بهمن ۱۳۸۰ با شمارهٔ ثبت ۴۷۸۸ به‌عنوان یکی از آثار ملی ایران به ثبت رسیده است.